# نزلة أولاد الشيخ (مركز مغاغة)
قرية نزلة أولاد الشيخ هي إحدي القرى التابعة لمركز مغاغة بمحافظة المنيا في جمهورية مصر العربية. حسب إحصاءات سنة 2006، بلغ إجمالي السكان في نزلة أولاد الشيخ 5989 نسمة، منهم 2885 رجل و3104 امرأة.